# Joseph-Armand Bombardier
Joseph Armand Bombardier, kanadski izumitelj in podjetnik, * 16. april 1907, Valcourt (Quebec, Kanada), † 18. februar 1964,

## Življenjepis
Bombardier se je rodil leta 1907 v Valcourtu v kanadskem Quebecu v kmečko družino. Že kot najstnik je pokazal zanimanje za motorje in stroje. Leta 1922, je pri svojih petnajstih letih zgradil svoj prvi prototip vozila za vožnjo po snegu.
Že od rane mladosti je bil Joseph-Armand namreč obseden z idejo, da bi naredil vozilo za potovanje po snegu in močvirju oziroma tundri. Tako so nastale nekakšne motorizirane sani oziroma »hovercraft« na smučeh. Naredil jih je tako, da je motor iz Fordovega avtomobila model T postavil na dvoje med seboj povezanih lesenih sani. Krmiljenje prednjih sani je potekalo s potegovanjem vrvi v ustrezno smer. Motor je bil postavljen na zadnje sani, na njegovi osi pa je bil nameščen propeler, ki naj bi služil za pogon. Voznikov sedež je bil nameščen pred motorjem.
Leta 1926 se je zaposlil v rodnem mestu kot mehanik, leta 1929 pa se je poročil z Yvonne Labrecque, s katero je imel šest otrok.

### Resnejši poskusi in podjetje Bombardier
Leta 1930, je uspešno skonstruiral snežno motorno vozilo, ki sta ga poganjali dve gosenici. Smer vožnje se je določalo z zaviranjem ene ali druge gosenice, podobno kot pri takratnih večjih traktorjih z gosenicami ali tankih. Leta 1937 je dosegel svoj prvi večji uspeh s konstruiranjem vozila Bombardier B-7 za prevoz sedmih potnikov, ki je imelo na sprednjem delu smučki za določanje smeri vožnje, zadaj pa gosenice.
Leta 1942 je zaradi zanimanja za takšno vozilo ustanovil podjetje L'Auto-Neige Bombardier za njegovo serijsko izdelavo. Leta 1947 je podjetje predstavilo novo snežno motorno vozilo Bombardier B-12 za prevoz kar 12 oseb, ki ga je Bombardier namenil predvsem vojaški rabi. Vozilo so v uporabo takoj sprejeli v kanadski policiji, kmalu pa tudi rudarske, naftne družbe in celo družbe, ki so se ukvarjale s smučarsko turistično ponudbo.
Že prihodnje leto je podjetje predstavilo novo snežno vozilo za potovanje po brezpotjih. Vozilo Muskeg je bilo namenjeno gozdarjem in rudarskim ter naftnim podjetjem, bilo pa je tovorno vozilo, nekakšne tovorne motorne sani, za prevoz težkih tovorov.
Leta 1958 je Bombardier predstavil model Ski doo. Čeprav je bilo vozilo podobno večjim vozilom tega podjetja, so zaradi majhnosti in predvsem cenovne dostopnosti motorne sani Ski Doo takoj postale hit. Ski doo je Bombardier razvijal kar dve leti, dokler v zimi med letoma 1958 in 1959 ni zadovoljil njegovih pričakovanj. Tehtal je samo 150 kilogramov in je imel vgrajen Kohlerjev motor, ki je razvil hitrost 24 kilometrov na uro. Motor je bil postavljen spredaj, za premikanje, pa je skrbel prenos na enojno gosenico v zadku vozila preko jermenov, kolesc in zobatih koles. Podoben sistem še danes poganja večino sodobnih motornih sani. Njegove konstrukcijske značilnosti so tako postale osnova, na kateri najuspešnejši sodobni konstruktorji motornih sani v podjetjih, kot so Yamaha, Arctic Cat, Polaris in druga, razvijajo svoje nove modele.
V Bombardierjevi tovarni v Valcourtu so takoj naredili dobrih dvesto motornih sani Ski doo, kar je bila prva velika serijska proizvodnja motornih sani. Čeprav se je model dobro prodajal, njegov konstruktor ni bil povsem zadovoljen z njegovim motorjem, zato je testiral druge pogonske agregate in iskal idealnejšega. Nazadnje se je odločil za avstrijski motor Rotex, ki ga podjetje Bombardier še danes vgrajuje v večino svojih vozil iz snežnega programa. Do smrti ustanovitelja podjetja v letu 1964, je prodaja snežnih sani poskočila z 200 na 8.200 vozil na leto. Podjetje Bombardier inc. sodi še danes med največje in najinovativnejše proizvajalce motornih sani na svetu z nadvse pestro ponudbo, naj gre za športna ali delovna tovrstna prevozna sredstva.
Leta 2000 je kanadska vlada počastila tega velikega izumitelja z izdajo priložnostne poštne znamke.